# Kyara Stijns
Kyara Stijns (Bunde, 9 oktober 1995) is een Nederlands voormalig wielrenster. Zij reed bij de wielerclub WCL Bergklimmers in Zuid-Limburg. In 2013 werd zij Nederlands kampioen bij de junioren. Hierna kreeg zij een profcontract bij Giant-Shimano in 2014. Met deze ploeg werd ze tweede in de ploegentijdrit in de Lotto Belgium Tour.
In juli 2015 reed Stijns de Giro Rosa, waarna ze op 31 juli in de Profronde Heerlen derde werd achter Chantal Blaak en Anna van der Breggen. Op 6 september 2015 startte zij in haar woonplaats Bunde in de laatste etappe van de Holland Ladies Tour. Eén jaar later, op 4 september 2016 was deze slotrit, die wederom startte in Bunde, haar laatste profkoers. Eén maand eerder, op 14 augustus werd ze nog derde in de slotrit van de Route de France.
Voor 2017 tekende Stijns nog een contract bij Parkhotel Valkenburg-Destil, maar beëindigde haar carrière in februari vanwege gebrek aan motivatie.

## Overwinningen
2013
 Nederlands kampioene op de weg, Junioren
2014
 2e etappe (Ploegentijdrit) Lotto Belgium Tour
2015
 Profronde Heerlen
2016
 7e etappe Route de France

## Ploegen
- 2014 -  Giant-Shimano
- 2015 -  Liv-Plantur
- 2016 -  Liv-Plantur
- 2017 -  Parkhotel Valkenburg-Destil

De Vries · Garner · Knol · Lichtenberg · Mackaij · Mustonen · Pieters · Polspoel · Soek · Stijns · Wild
Garner · Knol · Lichtenberg · Mackaij · Mustonen · Pieters · Polspoel · Soek · Stijns · Stultiens · Weaver
Kirchmann · Mackaij · Markus · Mustonen · Slik · Soek · Stijns · Stultiens · Taylor · Weaver
De Boer · Buurman · Buysman · Van Gogh · De Jong · Knauer · Post · Rooijakkers · Soet · Solovej · Steigenga · Stijns · Stougje · Swinkels · Tromp · Van Veen